# Ring van Bishop

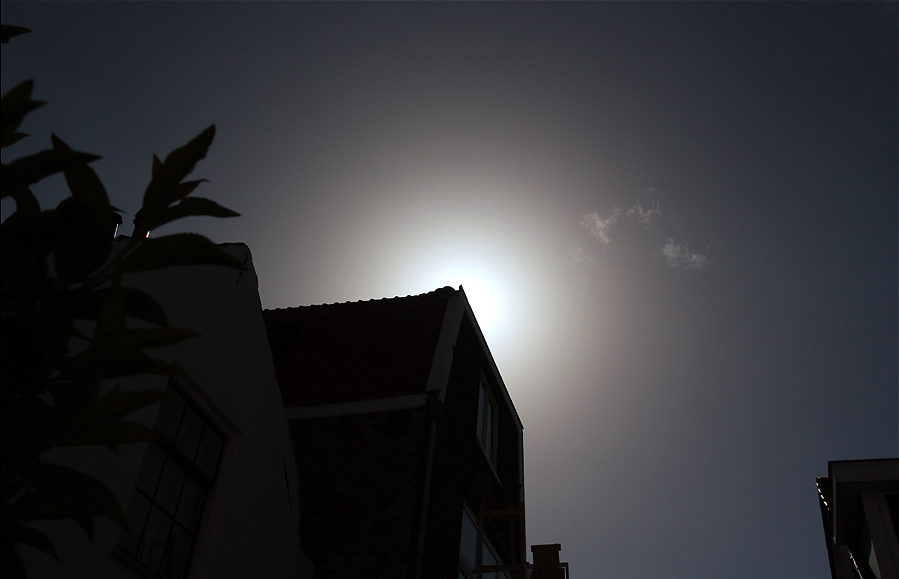
Ring van Bishop

De ring van Bishop of Bishop's ring is een optisch hemelverschijnsel verwant aan haloverschijnselen. Het wordt veroorzaakt door een laag vulkanische asdeeltjes in de stratosfeer in plaats van ijskristalletjes in Cirrusbewolking. De ring van Bishop vertoont zich als een brede wazige rossige of koperrode cirkel rondom de zon, met een heldere lichtblauwe brede binnenring tot tegen de zonneschijf. De ring van Bishop kan het best waargenomen worden met behulp van een Claudespiegel, een groothoeklens op een fototoestel, of een all-sky camera.

## Sereno Edwards Bishop
Het bestaan van dit optisch hemelverschijnsel werd gerapporteerd door Rev. Sereno Edwards Bishop (1827-1909) vanaf Honolulu, na de cataclysmische uitbarsting van de Krakatau in 1883. De door de zon beschenen hoogzwevende asdeeltjes afkomstig van deze vulkaan kwamen in de stratosfeer terecht en zorgden wereldwijd voor een aantal optische hemelverschijnselen zoals de ring van Bishop, de groene en blauwe zon, en purperkleurige schemeringsverschijnselen.

## Kleurcontrastverschijnsel
De ring van Bishop vertoont zich steeds in vulkanische asdeeltjes zwevend in de stratosfeer. Kleurgevoelige waarnemers kunnen de relatief grote hoogte van dit verschijnsel opmerken omdat zich daaronder weleens condenssporen van hoogvliegende verkeersvliegtuigen of cirruswolken kunnen bevinden. Deze condenssporen en cirruswolken zien er opmerkelijk blauwachtig grijs uit, contrasterend met de achtergrond van de koperrode ring van Bishop.

## De driehoekige vorm van de ring van Bishop
De ring van Bishop neemt een enigszins driehoekige vorm aan als de zon relatief laag boven de horizon staat. De bovenkant van de ring blijft boogvormig en vormt de top van de driehoek, terwijl de onderkant van de ring aanzienlijk verbreedt en de onderzijde van de driehoek vormt, rakend aan de horizon.

## Adolf Schaller,The Last Perfect Day
De driehoekige vorm van de ring van Bishop is ook te zien in het schilderij The Last Perfect Day van de Amerikaanse space-artist Adolf Schaller, uit een reeks van vier schilderijen die de eindfase van het leven van de zon tonen. In dit schilderij is de ring van Bishop opvallend geelkleurig afgebeeld tegen een overwegend blauwe hemel met cumulusbewolking boven zee, met diffuus glitter path van de zon op het zeeoppervlak.